# Aley
Aley é uma comunidade não incorporada localizada no condado de Henderson, no estado norte-americano do Texas.